# Catholicisme en Estonie
 (juin 2012).
Si vous disposez d'ouvrages ou d'articles de référence ou si vous connaissez des sites web de qualité traitant du thème abordé ici, merci de compléter l'article en donnant les références utiles à sa vérifiabilité et en les liant à la section « Notes et références ».
L’Église catholique en Estonie a une histoire ancienne, bien qu'elle ait disparu au moment de la Réforme protestante au XVIe siècle. Elle est aujourd’hui gérée par l’administration apostolique d’Estonie, qui a depuis 2005 à sa tête l’évêque français Philippe Jourdan.

## Histoire

### Des origines à la Réforme

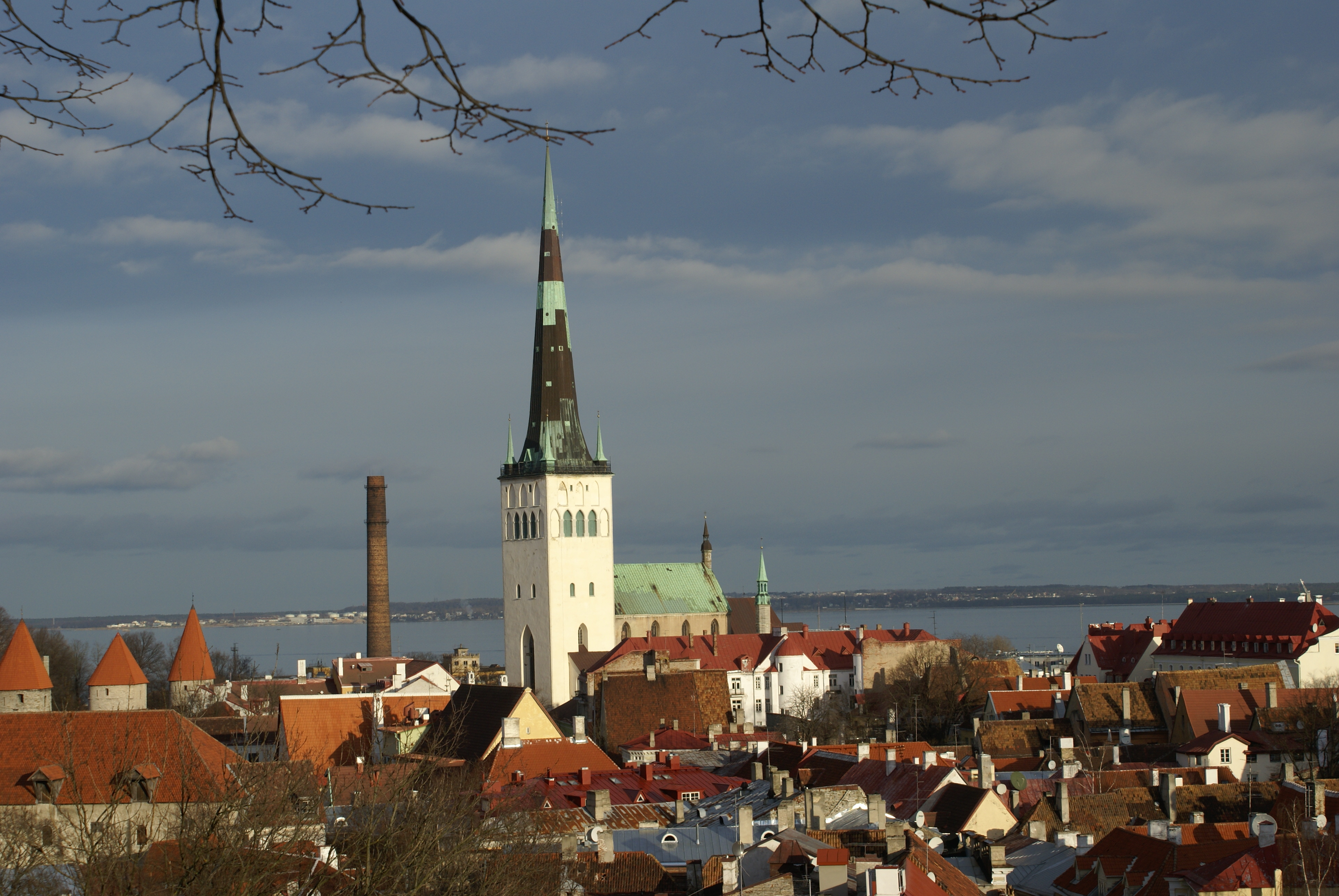
Vue de Tallinn avec l’église Saint-Olaf.

Les origines du christianisme dans ces régions remontent au premier millénaire de notre ère, bien que l'on ne puisse parler de chrétienté organisée avant le XIIIe siècle au moment de l'entrée en scène des Chevaliers Porte-Glaive et de l'Ordre livonien. Il y avait alors trois diocèses pour les Estes: à Dorpat (aujourd'hui Tartu) fondé en 1224, à Reval (aujourd'hui Tallinn fondé en 1229, et sur l'île d'Ösel-Wiek fondé en 1228 par Albert de Buxhoeveden selon un compromis avec le légat pontifical, Guillaume de Modène et un traité de 1263, avec siège à Hapsal (aujourd'hui Haapsalu).
Les prêtres et les évêques dans ces terres de mission étaient Allemands ou Danois, et accompagnaient un mouvement de migration et de colonisation allemande à l'origine du peuplement germano-Baltes. Il n'y eut que deux prêtres estes (ancien nom des Estoniens) ordonnés les vingt premières années. Les territoires sont conquis pendant le XIIIe siècle.
Les églises se construisent au fur et à mesure de la christianisation rapide de la région, comme l'église Saint-Nicolas de Reval ou l'église Saint-Olaf. L'Ordre rachète une grande partie des territoires appartenant au roi de Danemark en 1346.
Il y avait déjà au XVe siècle 95 paroisses et une quinzaine de couvents et de monastères, fondés pour l'aide sociale (comme l'on dirait aujourd'hui) de la population. Toutefois, on ne trouve que trois abbayes en dehors des villes : l'abbaye des Cisterciennes de Falkenau fondée en 1228, l'abbaye de Padise fondée en 1310 et l'abbaye de Marienthal de l'Ordre de Sainte-Brigitte en 1407 à Sankt-Brigitten (aujourd'hui Pirita) dont on peut encore admirer les ruines près de Tallinn.
L'entrée dans la ligue hanséatique provoque un essor commercial et une prospérité assurée aux ports et aux villes marchandes de ces territoires de l'Ordre au XVe siècle. 
Cependant la montée des idées de la Réforme protestante annonce des changements durables. Beaucoup de propriétaires et petits seigneurs tiennent pour l’« ancienne Église », ainsi que la plupart des évêques et pour l'instant des Maîtres de l'Ordre, et s'opposent aux bourgmestres et aux marchands des villes. La Livonie organisée en union souple, que les historiens d'aujourd'hui qualifient de Confédération de Livonie, est donc en proie à des luttes de pouvoir. 
Il n'est donc pas étonnant que la plupart des conseils (Stadtrat) de ville aient préparé le terrain pour la Réformation. 
Celle-ci a lieu en 1524. Les couvents sont saccagés, et les grandes églises des villes aussi, tandis que le petit clergé et une partie des évêques passent du côté de la Réforme. 
Les moines qui refusent de se séculariser et de donner leur abbaye ou leur couvent partent pour l'exil. 
Le Grand-Maître des chevaliers Porte-Glaive (Gotthard Kettler) renonce au catholicisme pour le protestantisme seulement en 1561.
Les derniers catholiques disparaissent en fait autour de 1558, lorsque les Livoniens (les chevaliers ne sont pas encore tous convertis) s'allient à des royaumes protestants, le Danemark et la Suède, mais aussi avec la Pologne et la Lituanie réunies en une Union, considérée comme puissante, pour entrer en guerre contre la Russie d'Ivan le Terrible pendant la guerre de Livonie. 
Leur défaite entraîne le dépeçage des petits évêchés, villes et territoires de l'Ordre qui deviennent possessions suédoise, danoise et polonaise. 
Le prince-évêque de Dorpat, le Cistercien Hermann II Wesel, capitule devant les Russes le 18 juillet 1558 et meurt en captivité à Moscou. 
L'évêque d'Ösel-Wiek, Johannes von Münchhausen, vend son diocèse le 15 septembre 1559 au roi Frédéric II de Danemark, tandis que le duc Magnus de Holstein, fils du roi Christian III de Danemark, non content d'avoir le statut d'évêque luthérien d'Ösel-Wiek devenue danoise puis de Courlande (et considéré donc de ce fait comme premier évêque luthérien de ce qui sera l'Estonie) s'intitule roi de Livonie (de 1570 à 1577), après avoir mis la main sur la Courlande et avoir démis de ses fonctions en 1560 le dernier évêque catholique de Reval, Moritz von Wrangel.

### Après la Réforme
La paix d'Altmark donne tous les territoires de la région à la Suède en 1629. Les dernières structures hiérarchiques catholiques disparaissent en 1625 et tous les biens de l'Église catholique, désormais inexistante dans les territoires de l'ancienne Livonie orientale, sont attribués à la couronne suédoise. 
On ne trouve trace d'aucun catholique natif pendant cent cinquante ans dans les documents écrits jusqu'en 1774. 
Une nouvelle structure étatique apparaît alors sous le nom de gouvernement de Reval lorsque cet ancien duché d'Estland suédois devient en 1710 province de l'Empire russe. 
Il est renommé en gouvernement d'Estland en 1796. 
La politique de Pierre le Grand est plutôt tolérante en ce qui concerne les religions «étrangères», à l'inverse de son attitude vis-à-vis de l'orthodoxie. 
Des sujets de l'Empire étaient catholiques (originaires d'Allemagne, de Lituanie ou de Pologne) et c'est tout naturellement que des commis d'État, des marchands ou des artisans catholiques viennent s'installer dans les villes estoniennes sous les règnes suivant celui de Pierre le Grand, tandis qu'une partie au début très minoritaire de la noblesse allemande de la Baltique des villes et des grands domaines, commence à se convertir à l'orthodoxie. 
Il y a donc environ 1 500 catholiques dans le duché d'Estland en 1775, donc aucun natif de la province. 
Un seul prêtre capucin a la charge de toute la région entre 1772 et 1779 et des messes se disent en privé et en cachette (puisque sans structure officielle) dans des demeures privées. 
La création de l'archidiocèse de Moguilev (en Russie blanche anciennement à la Pologne et entrée désormais dans l'Empire russe) en 1783 modifie la situation. 
L'Estland peut prétendre à des structures officielles : un doyenné est créé à Riga en 1785 et la première messe officielle et publique a lieu le 18 janvier 1786, pour une petite paroisse de 284 fidèles.
Le commandant de la garnison de Reval, avec sous ses ordres un bon nombre de soldats polonais, demande l'accréditation d'un aumônier catholique une dizaine d'années plus tard : des dominicains viennent s'installer à Reval.
La première église paroissiale catholique nouvellement construite à Reval est celle de l'église Saint-Pierre-et-Saint-Paul en 1845. 
Une petite paroisse catholique, déjà enregistrée depuis 1835 à Narva (affiliée à l'église paroissiale de Jamburg), attend le début du XXe siècle pour obtenir une véritable église, jusqu'à sa destruction en 1943 la plus grande église catholique d'Estonie. 
Dorpat a sa paroisse en 1848, dépendant de l'université allemande, et son église est construite en 1899. 
De même, une église est construite quelques années plus tard à Walk. 
Ainsi, quatre prêtres seulement officient avant la Première Guerre mondiale, sous la dépendance de l'archevêque de Moguilev pour 5 000 fidèles dont 2 333 à Reval (Tartu), 1 073 à Narva et environ 600 à Walk, le reste ailleurs.

### La lente renaissance de l'Église catholique

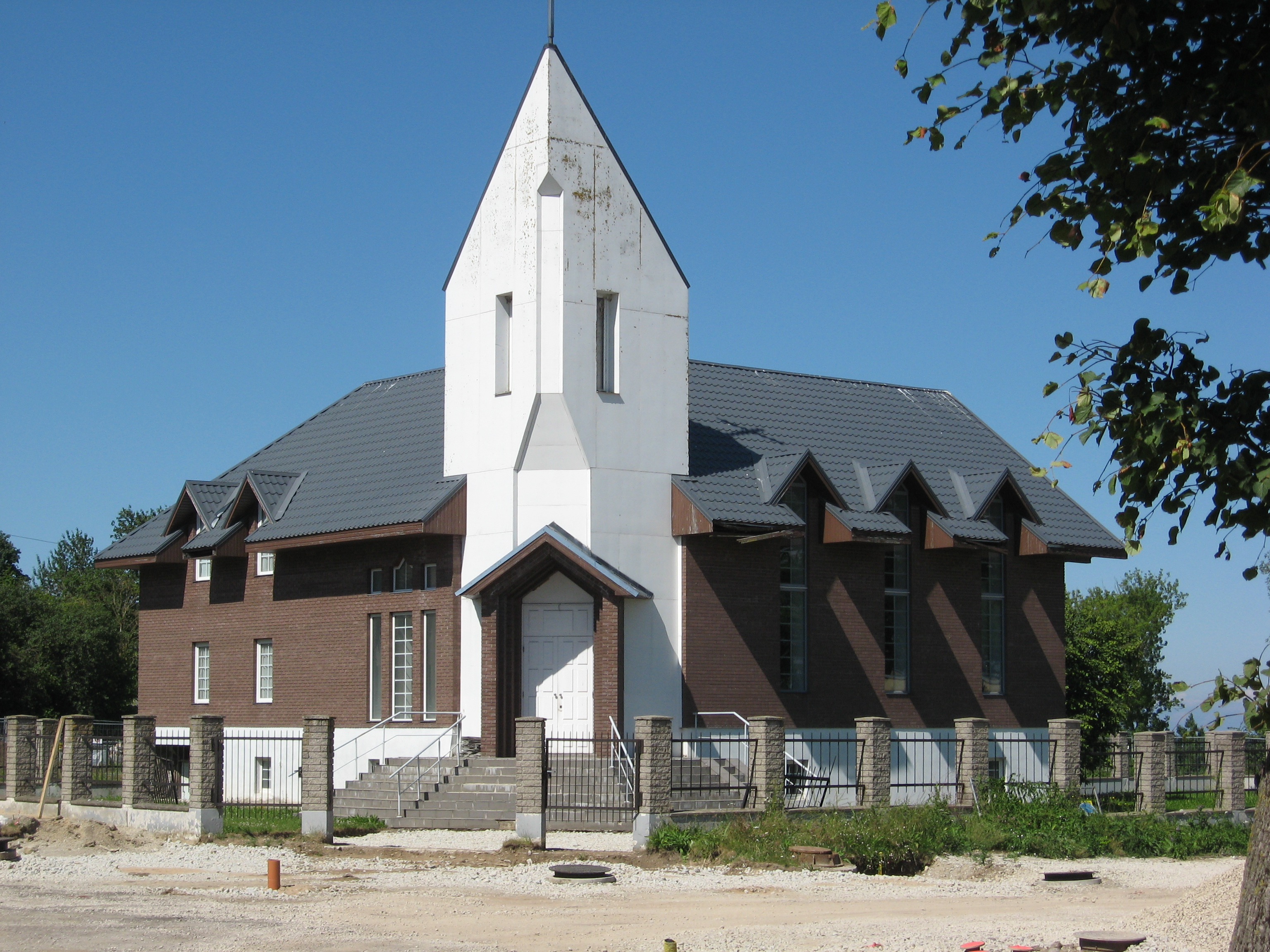
L'église Saint-Adalbert-et-Saint-Georges à Sillamäe.

Lorsque l'Estonie nouvelle voit le jour en 1918-1919, un diocèse catholique est créé à Riga pour la Lettonie et l'Estonie et une administration apostolique est fondée en 1924 pour l'Estonie dont le poste fut confié à Antonino Zecchini. Des jésuites allemands
viennent s'établir entre-les-deux-guerres (notamment le père Henri Werling qui fonde la première revue catholique), mais les prêtres s'adressent à la communauté germano-Baltes ou polonaise. Ce n'est qu'en 1930 qu'un autre jésuite, le père Eduard Profittlich, décide de se tourner aussi vers les Estoniens de souche et en convertit quelques dizaines. Il est consacré évêque en 1936 et nommé archevêque in partibus d'Andrinople (de), avec la fonction d'administrateur apostolique.
L'annexion le 17 juin 1940 de l'Estonie par l'URSS allait porter un coup d'arrêt à ce travail apostolique. Eduard Profittlich est envoyé en prison à Kirov en tant que citoyen allemand, après l'entrée en guerre de l'Allemagne contre l'URSS et il meurt quelques mois plus tard en 1942. Quant au père Werling, il est déporté à la fin de la Seconde Guerre mondiale. Sous le régime de la république socialiste soviétique d'Estonie, faisant partie de l'URSS, le catéchisme et la préparation des enfants à la première communion sont interdits. L'administration catholique estonienne est intégrée aux structures catholiques polonaises existantes. Il n'y presque plus de catholiques estoniens, les germano-baltes sont expulsés après sept siècles de présence. Ne restent que quelques centaines de Polonais ou Lituaniens catholiques étroitement surveillés.
La situation change dans les années 1980, puis avec la perestroïka. Le premier prêtre estonien à être ordonné sous l'ère soviétique, l'abbé Rein Õunapuu, l'est en 1985 à Riga et développe un travail théologique et pastoral important en étant d'abord curé de paroisse à Tallinn et à Tartu à partir de 1987. Il est aidé par les conseils de l'évêque catholique d'Helsinki, Paul Verschuren. À cette époque, il y a 200 baptêmes et 150 conversions.
Un nouvel administrateur apostolique est nommé en 1992, après plusieurs décennies de vacance, quelques mois avant la visite de Jean-Paul II en septembre 1993 en Estonie.

### L'Église aujourd'hui
Le quatrième administrateur apostolique résidant est, aujourd'hui, Philippe Jourdan, nommé par le Saint-Siège en 2005.
Selon les dernières statistiques de l'annuaire pontifical de 2003, il existe plus de 5 700 catholiques en Estonie dont 1 736 Estoniens de souche, suivis de descendants de Polonais (près de 900), de Lituaniens (environ 750) de Russes (environ 750), d'Ukrainiens (environ 300) et de Lettons (environ 200). Il existait sept paroisses dans tout le pays en 2006 : Tallinn, Tartu, Parnu, Valga, Athme, Narva et Sillamae pour onze prêtres en tout (dont trois religieux), plus une paroisse gréco-latine (c'est-à-dire uniate ou de rite orthodoxe rattachée à Rome) à Tallinn.
Il y a un franciscain (prêtre), trois dominicains (dont deux prêtres), quatre religieuses de Mère Teresa, huit brigittines, sept franciscaines et une Sœur du Précieux-Sang (de Mariannhill). Le total des prêtres catholiques d'Estonie avoisine la quinzaine. La Fraternité sacerdotale Saint-Pie-X est également présente à Tallinn et à Tartu.

### Articles liés
- Simon von der Borch (évêque de Reval de 1477 à 1492)
- Religion en Estonie
- Histoire de l'Estonie
- Culture de l'Estonie